# Кудрявцева, Лидия Степановна
Ли́дия Степа́новна Кудря́вцева (урождённая Гондо́бина; р. 28 января 1934, Москва) — арт-критик, литератор, заслуженный работник культуры РФ.

## Биография
Лидия Степановна Кудрявцева родилась 28 января 1934 г. в Москве в семье архитектора Голдобина Степана Андреевича, окончившего Строгановское училище (первый выпуск). С детства видела отца, работавшего за чертежной доской. В доме были книги по искусству. Квартира без соседей находилась на втором этаже уютного деревянного дома в старинном больничном саду. Все школьные годы (после эвакуации) посещала театральную студию при сокольническом Доме пионеров, где в спектаклях и отрывках играла главные роли - Мальвину, Бекки Тетчер, Липочку Островского. В 1952 – 1957 гг училась на филологическом факультете МГУ им. М.В. Ломоносова и участвовала в постановках эстрадной студии при клубе МГУ, после чего два года работала преподавателем литературы и русского языка в Автомеханическом техникуме при автозаводе им. Лихачева.
Дальнейшая трудовая жизнь связана с журналистикой.  В «Учительской газете», в новом отделе по искусству и литературе работала пять лет литературным сотрудником, в  статьях  и  рецензиях главным образом освещала спектакли детских театров и детские фильмы. В 1965 г. перешла во вновь созданный литературно-критический журнал «Детская литература», ставший Всесоюзным, стала  заведующей отделом «Искусство», где главное внимание  уделялось книжной графике (впервые появилась рубрика «Художник и книга») и где поработала более тридцати лет, обретя новую профессию арт-критика (одно время была ответственным секретарём). С марта 1970 по июнь 1971 г. жила по роду работы мужа в Швеции, в Стокгольме, при сохранении места в журнале; первой посчастливилось беседовать дважды с Астрид Линдгрен в её доме, материал опубликован в журнале в 1971 г.  Стала членом Союза журналистов, членом Московского союза художников (искусствоведческая секция), получила звание заслуженный работник культуры РФ (1992).
В конце 70-х была привлечена  к изданию книг по искусству для детей в издательстве «Малыш», потом – в издательстве «Детская литература» и в XXI веке – в издательстве «Московские учебники» и др. Автор многих статей в профессиональных изданиях  (как пример: о художнике Сергее Сюхине «Человек Севера» в его каталоге, 2016),   и  нескольких монографий об искусстве  художников-книжных графиков. В 2010 – 2014  - шеф-редактор журнала «ХиП. Художник и писатель в детской книге». Участница международных и российских конференций по искусству книги.
Лауреатка всероссийских премий, в том числе:  «Просвещение через книгу» в номинации «Лучшая детская и юношеская премия», 2009 г.;    премии «Книжный червь», 2015, «За неоценимый вклад в отечественное искусствоведение и бережное хранение традиции искусства детской книги»;  «Лучшая книга для детей и юношества 2016 года»; национальной премии «Лучшая книга 2020 г. по номинации «Биографии» и др.

### Список основных книг для детей
- «Что за чудо – эти звери!», о рисунках Ю. Васнецова, Т. Мавриной, Е. Чарушина, изд. «Малыш»,1979.
- «Богатыри земли русской». о картинах  В. М. Васнецова, изд. «Малыш», 1981.
- «Себя как в зеркале я вижу…», рассказ о портретах А.С. Пушкина, изд.  «Малыш»,1986.
- «Дом над Окой». Рассказ о художнике В.Д. Поленове. изд. «Малыш», 1990.
- «Художники Виктор и Аполлинарий  Васнецовы ,изд. «Детская литература», 1991.
- «Себя как в зеркале я вижу, но это зеркало мне льстит…», о Пушкине и его портретах, изд. «Москвоведение», (та же ред, что и «Московские учебники»), 2016.
- «Один в поле воин. Как Виктор Васнецов стал великим художником», изд. «Мир детства», та же редакция,  2020.
- «Древняя Москва в картинах Аполлинария Васнецова», изд. «Проспект», 2022.

### Основные книги по искусству художников-книжных графиков
- «Художники детской книги», Издательский центр «Академия»,1998.
- «Аполлинарий Васнецов – художник древней Москвы» в книге Е.И. Ядохиной, Л. С. Кудрявцевой  «Мемориальный музей-квартира художника А.М Васнецова», изд. «Москвоведение», «Московские учебники», 2004.
- «Собеседники поэзии и сказки», изд. «Московские учебники», 2008.
- «Линия, цвет и тайна Г.А.В. Траугот» (в соавторстве с Д. Фоминым), изд. «Вита Нова», 2011.

### В соавторстве с Л.Звонаревой
- «Andersen и его русские иллюстраторы», изд. «Арбор», 1905.
- «Сказки Андерсена и четыре русских художника-иллюстратора», изд. «Вишера», 2010.
- «Ханс Кристиан Андерсен и его русские иллюстраторы за 150 лет», изд. «Московские учебники», 2012.
- «Потерянный рай Александра Алексеева», изд. АСТ, 2020.

Произведения Кудрявцевой переведены на немецкий, английский и болгарский языки.

## Участие в творческих и общественных организациях
- Член Союза журналистов СССР (с 1963)[1]
- Член Союза художников СССР (с 1988)[1]

## Награды, премии и звания
- Медаль «За трудовое отличие» (1976)[1]
- Заслуженный работник культуры РСФСР (1992)[1][2]
- Премия «Артиада» (1998)[1]
- Премия «Просвещение через книгу» (1999)[1]